# Alan Budikusuma
Alexander Alan Budikusuma Wiratama (Surabaya, 29 de marzo de 1968) es un deportista indonesio que compitió en bádminton, en la modalidad individual.
Participó en dos Juegos Olímpicos de Verano en los años 1992 y 1996, obteniendo una medalla de oro en Barcelona 1992, en la prueba individual. Ganó una medalla de plata en el Campeonato Mundial de Bádminton de 1991.

## Palmarés internacional
| Juegos Olímpicos   | Juegos Olímpicos       | Juegos Olímpicos | Juegos Olímpicos |
| Año                | Lugar                  | Medalla          | Prueba           |
| ------------------ | ---------------------- | ---------------- | ---------------- |
| 1992               | Barcelona (España)     | Medalla de oro   | Individual       |
| Campeonato Mundial |                        |                  |                  |
| Año                | Lugar                  | Medalla          | Prueba           |
| 1991               | Copenhague (Dinamarca) | Medalla de plata | Individual       |